# Терещук Борис Павлович
Бори́с Па́влович Терещу́к (18 березня 1945, Київ — 10 червня 2011, Київ) — український волейбольний тренер, волейболіст (грав на позиції зв'язуючого (плеймейкера)). Головний тренер чоловічої збірної України з волейболу (1996—1997).
Олімпійський чемпіон, Заслужений майстер спорту СРСР.

## Життєпис
Народився 18 березня 1945 року у Києві.
Золоту олімпійську медаль здобув у складі збірної СРСР з волейболу на Олімпіаді в Мехіко (1968). У команді-переможниці грав на позиції зв'язуючого (плеймейкера).
Майстер спорту СРСР міжнародного класу з волейболу, Заслужений майстер спорту СРСР.

Могила Бориса Терещука, Лісове кладовище

Довгий час тренував одну з кращих команд майстрів СРСР, Київський «Локомотив». Підготував одного олімпійського чемпіона й одного чемпіона Європи у складі сбірної СРСР.
У 1996—1997 роках був тренером збірної України з волейболу.
Протягом певного часу був головним тренером черкаського ВК «Азот» (зокрема, у сезоні 1998/99).
Працював в Національному аграрному університеті.
Помер на 67-му році життя 10 червня 2011 року. Похований на Лісовому кладовищі Києва (ділянка № 111, 50°29′56.10″ пн. ш. 30°38′17.30″ сх. д. / 50.4989167° пн. ш. 30.6381389° сх. д.).